# Michael Schade (Sänger)

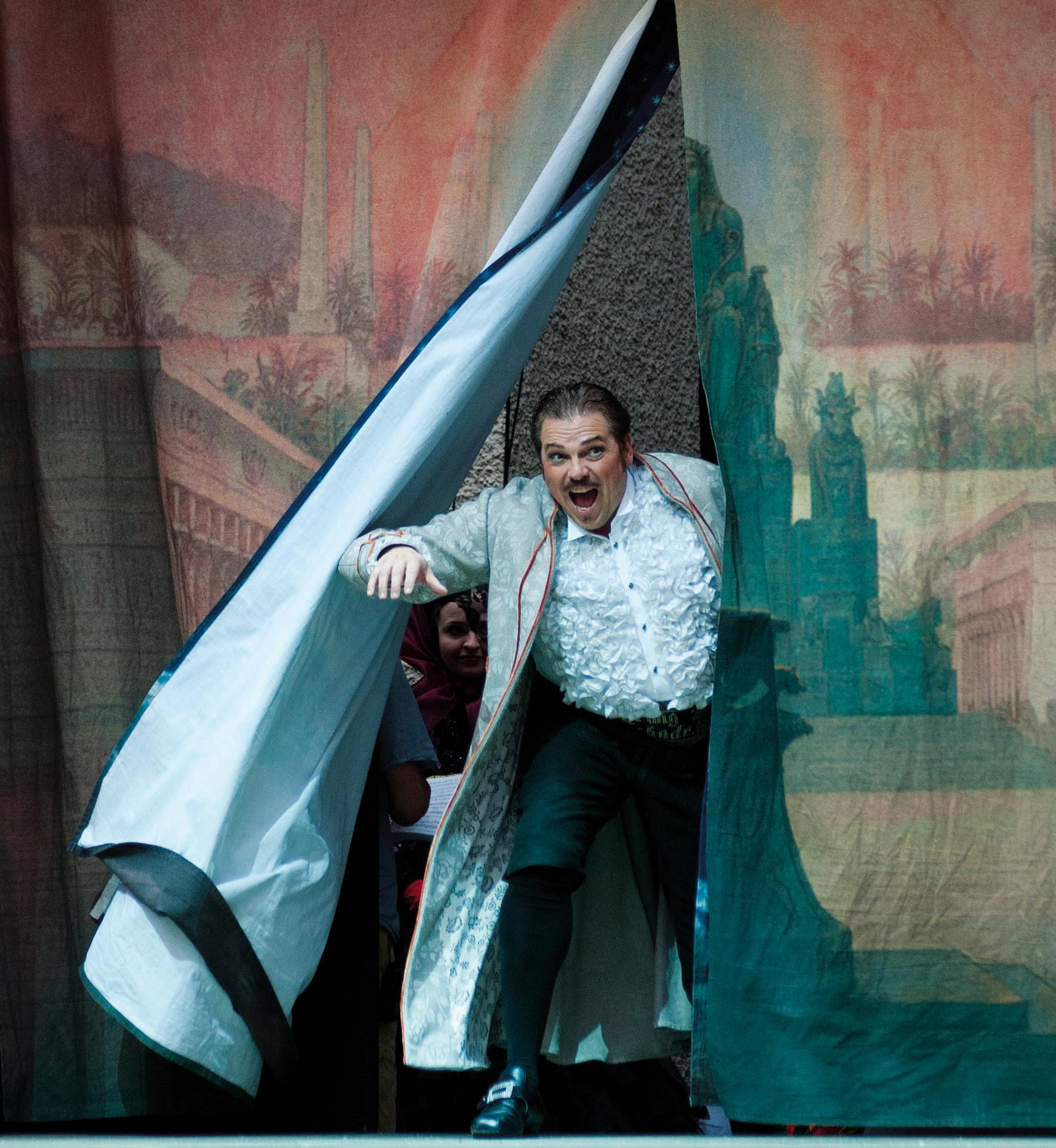
Michael Schade als Tamino in Der Zauberflöte zweyter Theil. Das Labyrinth, Salzburger Festspiele 2012

Michael Schade (* 23. Januar 1965 in Genf) ist ein kanadisch-deutscher Opern-, Konzert- und Liedersänger.
Er galt als ein führender Mozart-Tenor der 1990er Jahre und hat sein Repertoire mittlerweile in dramatische Regionen bis hin zum Walter von Stolzing in Wagners Meistersingern erweitert. Es umfasst auch Werke von Richard Strauss, Strawinsky, Rossini, Donizetti und Beethoven.

## Leben
Schades Eltern stammen aus Gelsenkirchen in Deutschland. Sein Vater Hans arbeitete als Ingenieur in Genf, wo seine drei Kinder, Johannes (Hans), Michael und Isabelle, geboren wurden. Nachdem Hans Schade vom kanadischen Nickelkonzern Inco angestellt worden war, zog die Familie 1977 nach Toronto.
Michaels Eltern waren beide musikalisch: Sie sangen in Kirchen- und halbprofessionellen Chören. Michael ging in die St. Michael’s Choir School in Toronto. Während eines Zoologiestudiums trat er dem Universitätschor bei, wo sein Gesangstalent auffiel und gefördert wurde. Er bekam ein Stipendium für eine Musikerausbildung.
Nach dem Abschluss 1988 besuchte Michael Schade das Master’s Program am Curtis Institute of Music in Philadelphia/USA. Noch im selben Jahr wurde er von der Pacific Opera Victoria/Kanada eingeladen, die Rolle des Jacquino in Beethovens „Fidelio“ zu singen. 1990, noch Student am Curtis, gewann er den New-York-Oratorien-Wettbewerb und bekam die Chance, in Händels Messiah in der Carnegie Hall zu singen. Das war der Start seiner Karriere. 
Michael Schade war mit der Mezzosopranistin Norine Burgess verheiratet. Er ist in zweiter Ehe verheiratet.

## Laufbahn
Die ersten Engagements führten Michael Schade nach Pesaro, Bologna, Toronto, Calgary und Vancouver. Helmuth Rilling engagierte ihn 1991 für eine Europatournee als Evangelist in Bachs Johannes-Passion.
1992 wurde Schade von der kanadischen Regierung mit dem mit 27.000 Dollar dotierten Virginia-P.-Moore-Preis ausgezeichnet. Das Preisgeld ermöglichten Fortbildung und Reisen zu Vorsingen. 1992 wurde Schade  Ensemblemitglied an der Wiener Staatsoper, die auch heute noch sein „Haupthaus“ darstellt. Außerdem singt Schade an der Metropolitan Opera in New York, der Mailänder Scala, der San Francisco Opera, der Los Angeles Opera, der Lyric Opera of Chicago, der Canadian Opera Company, der Hamburger Staatsoper und der Pariser Oper. 
Eine besonders innige Zusammenarbeit verbindet Schade mit den Salzburger Festspielen, wo er seit 1994 regelmäßig auftritt. Schade sang in Salzburg drei wichtige Mozart-Tenor-Rollen (Tamino, Don Ottavio, Titus), aber auch Hauptrollen in Cherubinis Médée (2000), Purcells King Arthur (2004), Haydns Armida (2007 und 2009), sowie in Peter von Winters Labyrinth (2012). Schade bestritt im Rahmen der Salzburger Festspiele aber auch mehrere Liederabende und zahlreiche Orchesterkonzerte und Oratorien, zuletzt 2013 Die Schöpfung und Die Jahreszeiten unter Leitung von Nikolaus Harnoncourt.
Michael Schade tritt regelmäßig als Konzert- und Liedersänger auf. So ist er kontinuierlich Gast beim Lieder- und Kammermusik-Festival Schubertiade Schwarzenberg. Von Dezember 2011 bis Oktober 2013 war Michael Schade Mitglied des Vorstands der  Europäischen Musiktheater-Akademie. Michael Schade übernahm 2013 die Künstlerische Leitung der Internationalen Barocktage Stift Melk, er ist von Pfingsten 2014 bis Pfingsten 2019 für die künstlerische Programmierung des Festivals verantwortlich. Sein Vertrag in Melk wurde im Jahr 2020 bis 2027 verlängert.

## Diskographie – Auswahl

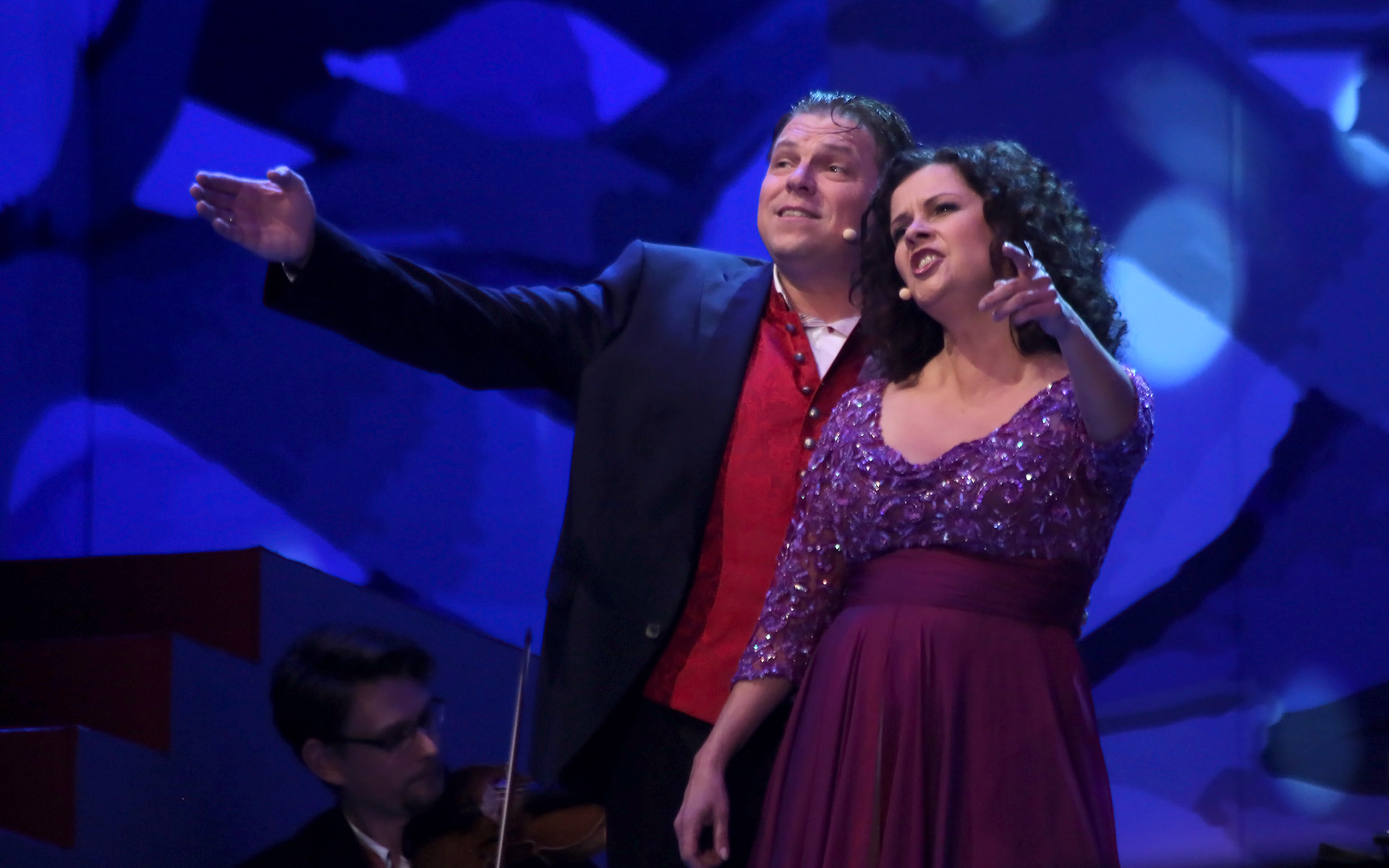
Michael Schade mit Angelika Kirchschlager, Eröffnung der Wiener Festwochen 2013

- Bach, Johannes-Passion (Rilling) Hänssler
- Bach, Matthäus-Passion (Harnoncourt) Teldec
- Beethoven, Fidelio (Davis) BMG
- Händel, Messiah (Harnoncourt) DHM
- Haydn, Die Schöpfung (Gardiner) DGG/Archiv
- Haydn, Theresienmesse (Pinnock) DGG/Archiv
- Mahler, Das Lied von der Erde (Boulez) DGG
- Mendelssohn Bartholdy, Elias (Rilling) Hänssler
- Mozart, Die Zauberflöte (Gardiner) DGG Archiv
- Mozart, Requiem (Abbado) DGG
- Verdi, Otello (Chung) DGG
- Wagner, Die Meistersinger von Nürnberg (Sawallisch) EMI
- Of Ladies and Love, Lieder von Schubert, Fauré u. a., Hyperion

## Auszeichnungen
- 2007 zum österreichischen Kammersänger ernannt
- 2009 Rolf-Mares-Preis für seine Darstellung in Death in Venice an der Hamburgischen Staatsoper
- 2017 Großes Goldenes Ehrenzeichen für Verdienste um das Bundesland Niederösterreich
- 2019 Feinschmecker des Jahres, Auszeichnung des Gault&Millau Österreich[3]